# Station Luchthaven Ben Gurion
Station Luchthaven Ben Gurion (Hebreeuws: תחנת הרכבת פאתי מודיעין Taḥanat HaRakevet Nemal HaTe'ufa Ben Gurion) is een treinstation op de luchthaven Ben Gurion in de Israëlische stad Modi'ien. Het is een station op het traject Nahariya-Modi'in.

## Geschiedenis
Station Paatei Modi'in werd in 2004, onder de derde terminal van de luchthaven, geopend voor passagiers. In 2005 gebruikte ongeveer een miljoen passagiers het traject. Een rit van de luchthaven naar Tel Aviv duurt ongeveer een kwartier. In augustus 2009 werden er per dag 8600 passagiers geteld op het station.
Het station zal dienen als stop op de in aanbouw zijnde hogesnelheidslijn.

## Lijnen
| Eindbestemming | Vorig station     | Lijn             | Volgend station | Eindbestemming   |
| -------------- | ----------------- | ---------------- | --------------- | ---------------- |
| Nahariya       | Tel Aviv HaHagana | Nahariya-Modi'in | Paatei Modi'in  | Modi'in Centraal |